# Ásta Birna Gunnarsdóttir
Ásta Birna Gunnarsdóttir (født 29. oktober 1984) er en islandsk håndboldspiller. Hun spiller på Islands håndboldlandshold, og deltog under VM 2011 i Brasilien.